# 세이부 도시마선
도시마 선(일본어: 豊島線, としません)은 세이부 철도가 운영하는 노선 가운데 하나이다. 일본 도쿄도 네리마구에 있는 네리마 역과 도시마엔 역을 잇는다.

## 역사
세이부 철도의 전신인 무사시노 철도가 1927년 개업한 노선으로 개통 당시에는 도시마엔과 관련이 없었으나, 1939년 무사시노 철도에서 도시마엔을 인수하고 나서 유원지와 이 노선의 종합적인 관리가 이루어지게 되었다
- 1927년 10월 15일 : 개통.

## 운행 형태
기본적으로 이케부쿠로 선의 이케부쿠로역에서 직결 운행을 한다.

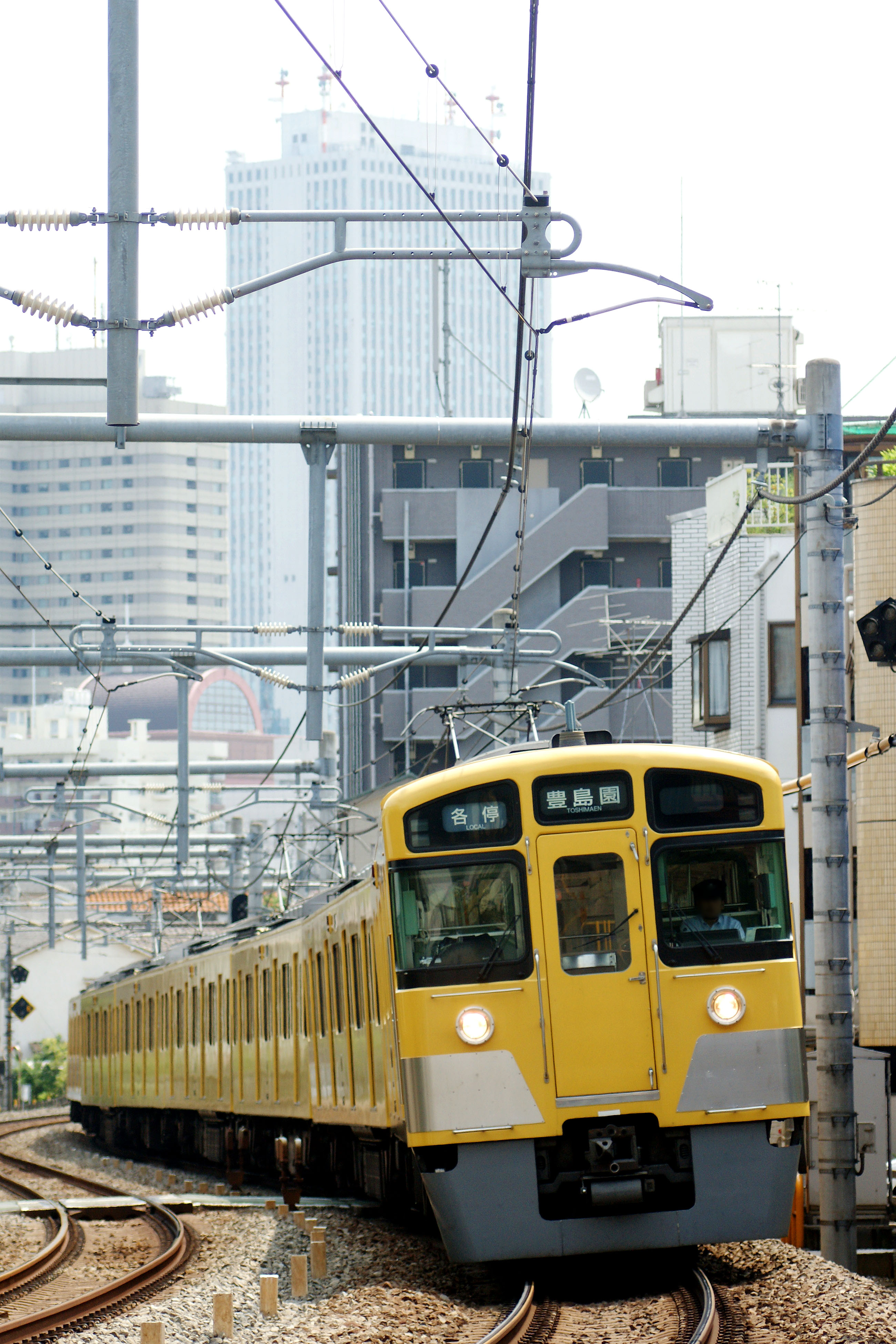
이케부쿠로 선에서 직결운행하는 도시마엔 행 전동차

## 역 목록
| 역 번호 | 역명     | 일어 역명 | 접속 노선                                                                                     | 역간 거리 | 누적 거리 | 소재지          |
| ------- | -------- | --------- | --------------------------------------------------------------------------------------------- | --------- | --------- | --------------- |
| SI 06   | 네리마   | 練馬      | 이케부쿠로 선 (SI 06, 직결 운행), 유라쿠초 선 (SI 06), 도쿄 도 교통국 지하철 오에도 선 (E-35) |           | 0.0       | 도쿄도 네리마구 |
| SI 39   | 도시마엔 | 豊島園    | 도쿄 도 교통국 지하철 오에도 선 (E-36)                                                        | 1.0       | 1.0       | 도쿄도 네리마구 |

- 일반적으로 도시마엔 역은 환승역이나, 환승역에 대한 안내를 하지 않는다. 그러나 세이부 철도의 경우 승무원의 재량에 따라 안내하는 경우도 있다.
- 환승은 도시마엔 역보다는 네리마 역에서 많이 한다.